# Armagnac–burgundiska inbördeskriget

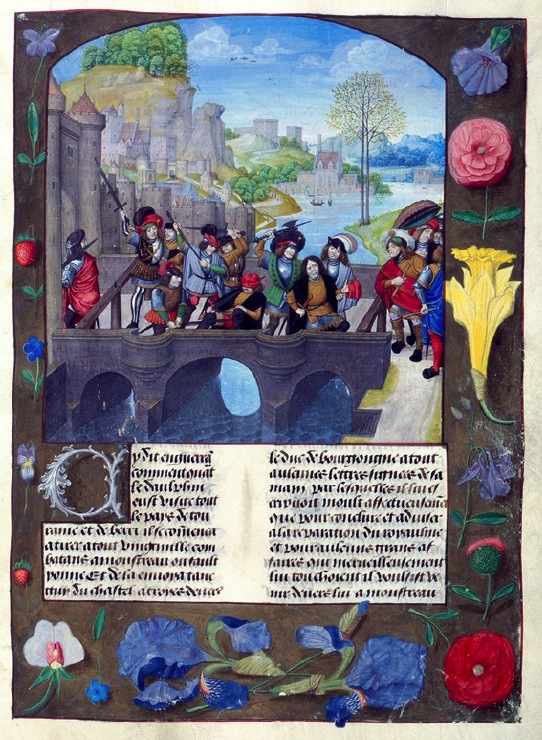
Lönnmordet på Johan den orädde.

Armagnac-burgundiska inbördeskriget var en konflikt som ägde rum mellan grenar av det franska kungahuset, Armagnaker och Bourguignons, mellan 1407 och 1435 och som försvagade Frankrike inifrån under hundraårskriget mot engelsmännen. 